# 暁の自由時間
暁の自由時間（あかつきのじゆうじかん）はTOKYO FMで毎週金曜28時から放送されていた番組である。
正確にはTFM制作ではなく、子会社のTOKYO FM MUSIC ENTERTAINMENTが製作していた。
上記に金曜と書いたものの、番組オープニングのアナウンスでは「○月○日 土曜日」と、土曜日の放送として放送していた。
番組内容は企画、選曲ともに自由におよそ20分番組を作るもの。
曲はADやスタッフがセレクトするほか、クラブハウスのDJ、「～曽我部恵一、今日最初の音楽～」という番組を行うこともあるなど、完全に自由な状態で放送された。
オープニングで必ず言っているのは「○月○日 土曜日、時刻は4時をまわりました。東京の日の出まで、後○分（または、1時間）。」と、日の出に関する話題であった。
2009年5月からは「MMM MIDNIGHT」となっている（こちらもTOKYO FM MUSIC ENTERTAINMENT制作）。